# Sarcochilus hirticalcar
Sarcochilus hirticalcar là một loài thực vật có hoa trong họ Lan. Loài này được (Dockrill) M.A.Clem. & B.J.Wallace miêu tả khoa học đầu tiên năm 1998.